# Parapleurocrypta alphei
Parapleurocrypta alphei är en kräftdjursart som beskrevs av Goverdhan Lal Chopra 1923. Parapleurocrypta alphei ingår i släktet Parapleurocrypta och familjen Bopyridae. Inga underarter finns listade i Catalogue of Life.